# براندون غورملي
براندون غورملي هو لاعب هوكي الجليد كندي، ولد في 18 فبراير 1992 في Murray River, Prince Edward Island ‏ في كندا.

## وصلات خارجية
- براندون غورملي على موقع دوري الهوكي الوطني (الإنجليزية)
- براندون غورملي على موقع EliteProspects.com (الإنجليزية)
- براندون غورملي على موقع Eurohockey.com (الإنجليزية)
- براندون غورملي على موقع HockeyDB.com (الإنجليزية)
- براندون غورملي على موقع Hockey-Reference.com (الإنجليزية)
- براندون غورملي على موقع أوليمبيديا (الإنجليزية)